# Klein-Frankrijk (Loksbergen)
Klein-Frankrijk of Klein-Vrankrijk is een gehucht in Loksbergen, deelgemeente van de gemeente Halen in de Belgische provincie Limburg . Het gehucht ligt ten zuidoosten van de dorpskern.

## Geschiedenis
De eerste vermelding in 1509 was Vranckryck. De afkomst is waarschijnlijk naar de ontginning van het reeds in 1340 vermelde Vranckenbosch.
Op de Ferrariskaart uit de jaren 1770 is hier het gehucht Kleyn Vranckryck weergeven.
Op het eind van het ancien régime, toen tijdens de Franse bezetting op het eind van de 18de eeuw de gemeenten werden gecreëerd, werd Klein-Frankrijk ondergebracht in de gemeente Halen.
Op de Atlas der Buurtwegen uit 1841 is het gehucht weergegeven als Klein Vrankryk, op de Vandermaelenkaart uit het midden van de 19de eeuw als Kleyn Vrankryk.
Deelgemeenten: Halen · Loksbergen · Zelem

Gehuchten: Blekkom · Klein-Frankrijk · Rotem · Zelk

Belgische gemeenten · Arrondissement Hasselt · Limburg · Vlaanderen